# Harovszki járás

A Harovszki járás a Vologdai területen

A Harovszki járás (oroszul Харовский район) Oroszország egyik járása a Vologdai területen. Székhelye Harovszk.

## Népesség
- 1989-ben 25 219 lakosa volt.
- 2002-ben 20 576 lakosa volt, akik főleg oroszok.
- 2010-ben 16 622 lakosa volt, melyből 16 052 orosz, 72 ukrán, 41 fehérorosz, 27 cigány, 18 azeri, 14 tatár, 7 üzbég, 2 örmény stb.